# 曹湘洪
曹湘洪（1945年—），汉族，江苏江阴人，中国石油化工专家、中国石油学会副理事长、中国化工学会理事长、中国工程院院士。

## 生平
1967年畢業於南京化工學院。曾担任中国石油化工集团公司总工程师、科技委常务副主任。
2008年，当选第十一届全国政协委员。 

## 榮譽
- 中國工程院院士 (1992年)
- 美國國家工程院外籍院士 (2009年)[3]